# 鲁布革水库
鲁布革水库，位于中国云南省罗平县与贵州省兴义市之间的黄泥河上。总库容1.22亿立方米，有效库容0.74亿立方米，死库容0.37亿立方米。主坝为风化料心墙堆石坝，坝高103米，坝顶长217米。库区沿岸山坡陡峻，河谷狭窄。水库正常蓄水位时平均水面宽203米，水面面积4平方千米。